# Călinești (Argeș)
Călinești ist eine Gemeinde im Kreis Argeș in der Großen Walachei in Rumänien.

## Geographische Lage

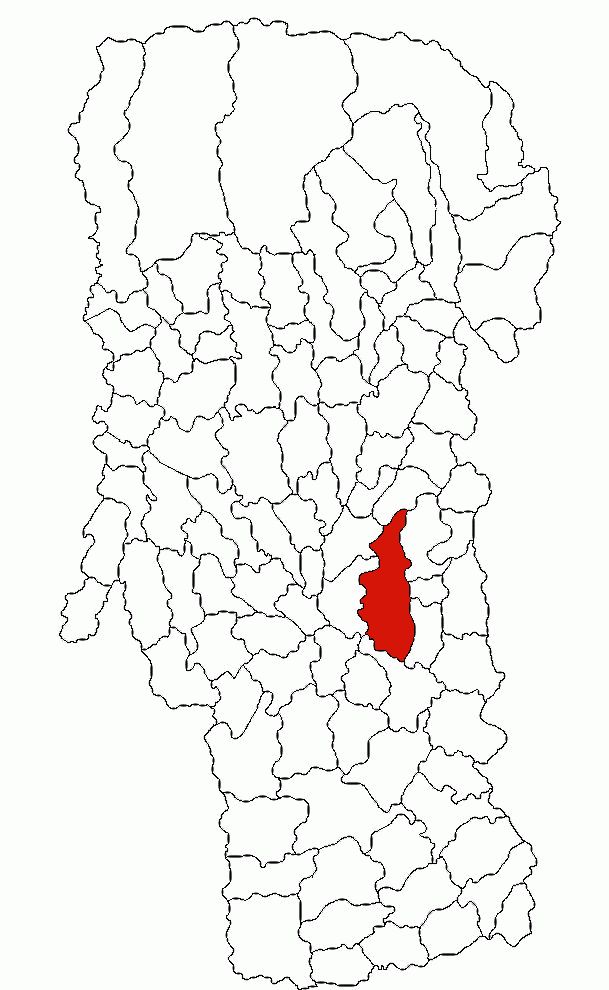
Lage der Gemeinde Călinești im Kreis Argeș

Die Gemeinde liegt im Tal des Argeș (Argisch). Auf dessen linken Seite, befinden sich die elf eingemeindeten Dörfer etwa 1–12 Kilometer vom Gemeindezentrum entfernt. Călinești liegt etwa drei Kilometer vom Argeș an der Nationalstraße 7 – Teil der Europastraße 81 – und der Bahnstrecke București–Pitești–Craiova; die Kreishauptstadt Pitești befindet sich ca. sechs Kilometer nordwestlich von Călinești, entfernt. Die rumänische Autobahn A1 soll – wenn diese fertig ist – etwa 6 Kilometer (Luftlinie) südlich von Călinești verlaufen.

## Geschichte
Der Ort Călinești wurde erstmals 1388 urkundlich erwähnt. Die Geschichte der Besiedlung der Region reicht jedoch weiter zurück. Auf dem Gebiet des eingemeindeten Dorfes Râncăciov – auf dem von den  Einheimischen Dealul Olarului („Töpfer Berg“) genannt – wurden Funde von Behausungen gemacht, welche in die Bronzezeit deuten.

## Bevölkerung
1838 wurden im Ort Călinești 719 Menschen registriert. Bei der Volkszählung 2002 wurden auf dem Gebiet der Gemeinde 10.527 Einwohner gezählt. 9632 davon bezeichneten sich als Rumänen, 887 als Roma und fünf bezeichneten sich als Magyaren. 2008 lebten auf dem Gebiet der Gemeinde etwa 11.000 Menschen.
Die Hauptbeschäftigung der Bevölkerung sind die Landwirtschaft, die Viehzucht und die Imkerei.

## Sehenswürdigkeiten
- Die Holzkirche Sf. Apostoli Petru şi Pavel, 1744 errichtet und 1988 im Kloster Sfântul Calinic erneut aufgebaut,[6] steht unter Denkmalschutz.[4]
- Die Holzkirchen Sf. Apostol Toma und Sf. Voievozi (von den Einheimischen a Turcului genannt), 1758 und bzw. 1759 errichtet, stehen unter Denkmalschutz.[4]
- Das Kloster von Râncăciov, mit dessen Kirche 1648 errichtet und 1848 erneuert,[7] steht unter Denkmalschutz.[4]

## Persönlichkeiten
- Gheorghe Iliescu-Călinești (1932–2002), Bildhauer
- Adrian Mutu (* 1979), Fußballspieler